# Effektive Seelänge
Die effektive Länge eines Sees ist die längste gerade Verbindung, also (geometrische) Strecke, zwischen zwei erst durch sie festgelegten Uferpunkten, die nur über die Wasserfläche führt, also keine Inseln oder Halbinseln schneidet. Die längste im rechten Winkel dazu gelegene Strecke, die ebenfalls zwei Uferpunkte verbindet, ohne zwischendurch über Land zu führen, wird effektive Breite genannt. Beide dienen als Anhalt dafür, wie stark das Wasser des Sees von Winden bewegt werden kann.
Bei schmalen und gekrümmten oder stark gegliederten Seen kann die effektive Länge deutlich geringer sein als die (bei solchen Seen mindestens einmal abknickende) kürzeste ganz über Wasser verlaufende Verbindung zwischen den voneinander am weitesten entfernten Uferpunkten.
Das Produkt aus effektiver Länge und effektiver Breite kann deutlich von der Seefläche (in m², ha oder km²) abweichen.

## Quelle
- Umweltbundesamt: Forschungsbericht 299 24 274 „Dokumentation von Zustand und Entwicklung der wichtigsten Seen Deutschlands“, Mai 2004, PDF zum Download, S. 17: „Die effektive Länge bezeichnet die Verbindungslinie zwischen den zwei am weitesten voneinander entfernten Punkten auf der Uferlinie, ohne dass Land (Halbinseln, oder Inseln) gekreuzt werden. Diese beschreiben die wirkliche Entfernung von Ufer zu Ufer ohne dazwischenliegendes Land.“ (Die Definition könnte evtl. auch anders gedeutet werden, aber die im Artikeltext beschriebene ist die praktische Anwendung.)